# Los Lirios, Delstaten Mexiko
Los Lirios är en ort i Mexiko.   Den ligger i kommunen Texcaltitlán och delstaten Mexiko, i den södra delen av landet, 100 km sydväst om huvudstaden Mexico City. Los Lirios ligger 2 554 meter över havet och antalet invånare är 239.
Terrängen runt Los Lirios är huvudsakligen kuperad, men västerut är den bergig. Runt Los Lirios är det ganska glesbefolkat, med 43 invånare per kvadratkilometer. Närmaste större samhälle är Jesús del Monte, 15,8 km norr om Los Lirios. I omgivningarna runt Los Lirios växer i huvudsak blandskog.